# Praça dos Heróis Moçambicanos

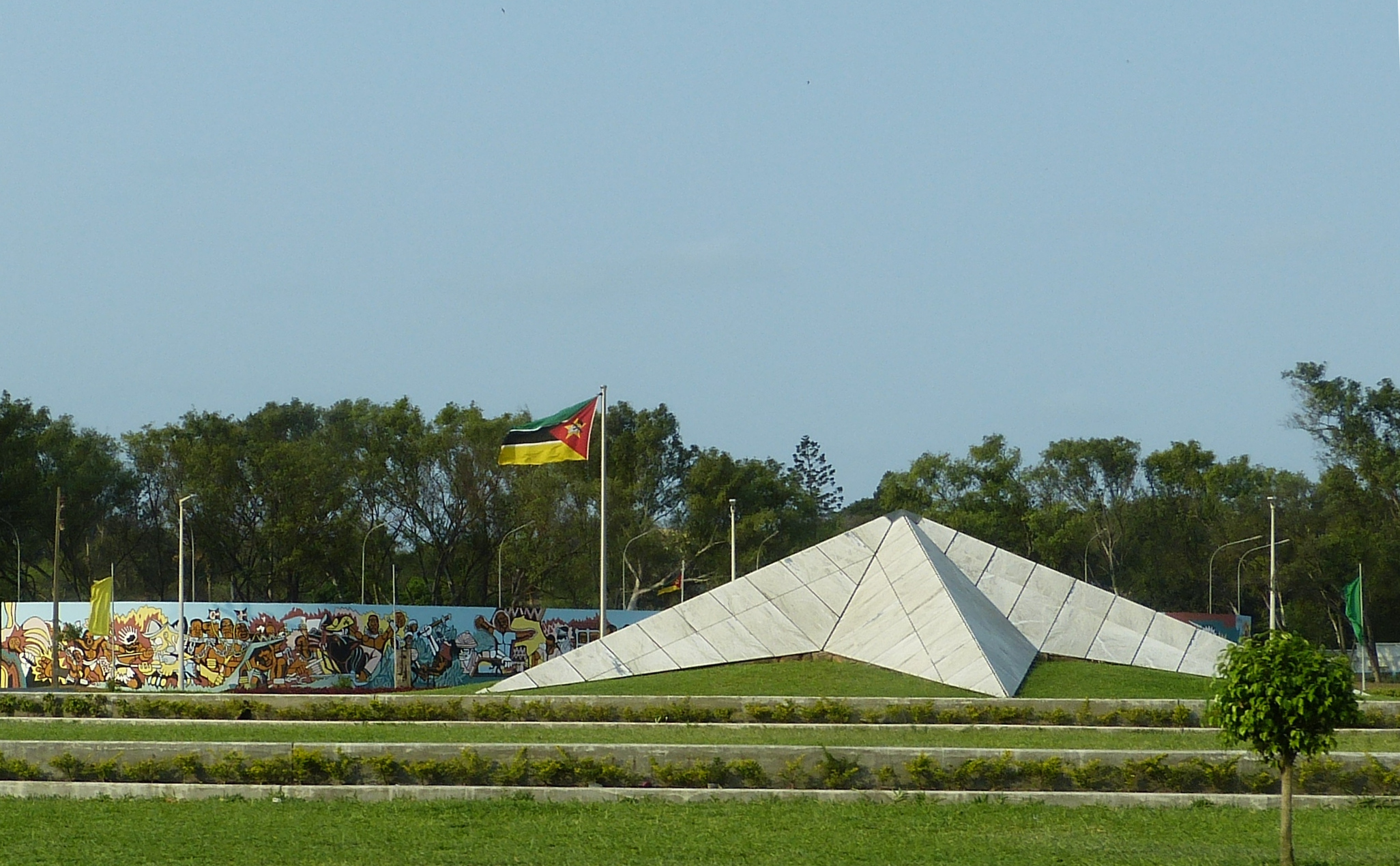
In der Mitte des Praça dos Heróis Moçambicanos befindet sich ein Pentagramm, das neben Denkmal für die gefallenen Heldinnen und Helden Mosambiks zeitgleich auch als nationales Pantheon für diese dient.

Praça dos Heróis Moçambicanos, zu Deutsch „Platz der mosambikanischen Helden“, ist ein 84 Meter großer Platz und Kreisverkehr in der mosambikanischen Hauptstadt Maputo an der Grenze zwischen deren Stadtteilen Urbanização, Mavalane A und Maxaquene A im Bezirk KaMaxaquene. In der Mitte des Platzes befindet sich das Denkmal und nationale Pantheon für gefallene Heldinnen und Helden des unabhängigen mosambikanischen Staates in der Form eines Pentagramms. Zum Kreisverkehr führen drei Zufahrtsstraßen: die Avenida Acordo de Lusaka vom Süden wie vom Norden her sowie die Avenida das Forças Populares de Libertação de Moçambique (FPLM).
Wie jeder Verkehrsweg in der mosambikanischen Hauptstadt ist auch dieser Platz mit einer Verwaltungsnummer versehen. Der Praça dos Heróis Moçambicanos trägt die Nummer „Praça 3.068“.

## Platzanlage

### Entstehung und Einweihung
Nach der Unabhängigkeit Mosambiks im Jahre 1975 war es aus Sicht der FRELIMO-Regierung notwendig, ihre Gefallenen des mosambikanischen Befreiungskrieges zu ehren und ihrer zu gedenken. Um diesem Gedenken Raum zu geben, beauftragte die Regierung den Bau einer neuen, monumentalen Platzanlage außerhalb des historischen, kolonialzeitlich geprägten Zentrums der Hauptstadt Maputo. Die Arbeiten begannen im November 1976, 50 Arbeiter dreier mosambikanischer Unternehmen wurden für das Bauwerk beschäftigt. Der Entwurf der Anlage stammt vom mosambikanischen Architekten José Forjaz.
Die Platzanlage selbst konnte bereits zum mosambikanischen Heldentag (Dia dos Heróis Moçambicanos) – und gleichzeitig Todestag Eduardo Mondlanes – am 3. Februar 1977 eingeweiht werden. Das Denkmal mit dem Pantheon für gefallene Unabhängigkeitskämpfer mit dem Namen Monumento aos Heróis Moçambicanos war zwei Jahre später fertig geworden. Danach wurden auch die sterblichen Überreste der ersten mosambikanischen Helden an diesem Ort beerdigt. Das nordöstliche Viertel der Platzanlage ist – im Gegensatz zum überwiegend begrasten Platz – mit Steinbelag ausgelegt, auf dem die Zeremonien und Ehrenfeiern stattfinden. In der Mitte des Platzes befindet sich der 24 Meter breite Pentagrammkörper mit einer Höhe von 6 Metern. Unterhalb des Sterns befindet sich das Pantheon.
Am Rande des Kreisverkehrs befindet sich eine lange Mauer auf der ein 95 Meter langes Wandgemälde angebracht ist, entworfen vom Maler und Schriftsteller João Craveirinha (* 1947). Es zeigt symbolhafte Motive aus dem mosambikanischen Befreiungskampf.

### Sanierung
Der Platz entwickelte sich zu einem wichtigen zeremoniellen Ort der FRELIMO-Regierung. Seit der Einweihung des Platzes finden dort regelmäßig große Ehrungen, Feiern und Zeremonien statt, insbesondere zum mosambikanischen Heldentag (Dia dos Heróis Moçambicanos) am 3. Februar. Inzwischen sind in dem Pantheon unterhalb des Platzes mehr als 200 Gefallene beerdigt. Teilweise regte sich bereits Kritik an der „schieren Masse an Helden“ des gut 40-jährigen Landes.
2009 erhielt das Pantheon Rampen, um allen Menschen den Besuch des Pantheons barrierefrei zu ermöglichen. 2013/14 beauftragte die mosambikanische Regierung das Unternehmen SOGECOA mit der Sanierung der Anlage für 20 Millionen Meticais (zum Zeitpunkt ungefähr 400.000 Euro) aus dem Staatshaushalt. Das Unternehmen tauschte die Beleuchtung aus und erneuerte das Entwässerungssystem. Dabei wurde auch das Wandgemälde Craveirinhas erneuert, nach Medienberichten ohne dessen ausdrückliche Genehmigung. Die Arbeiten konnten zum 3. Februar 2014 beendet werden.

## Umgebung
Der Platz und Kreisverkehr ist einer der größten der mosambikanischen Hauptstadt und insbesondere außerhalb des historischen Stadtzentrums. Gleichzeitig ist der Platz auch Verkehrsknotenpunkt nördlich des Zentrums und Eingangstor zur Stadt für Ankommende am Flughafen Maputo.
Neben einem der in Maputo üblichen Straßenmärkte am westlichen Rande des Platzes, befindet sich dort auch das mosambikanische Landwirtschaftsministerium an dessen südöstlichem Rand. Im Nordosten befindet sich das Krankenhaus Hospital da Mavalane. Im Laufe der Jahre hat sich „Praça dos Heróis“ (Heldenplatz) zu einem Synonym bzw. pars pro toto für die Umgebung entwickelt, sodass es auch üblich ist zu sagen „Ich arbeite am Heldenplatz“ und „Ich bin im Krankenhaus am Heldenplatz“, obwohl beispielsweise zwischen dem benachbarten Krankenhaus und Platz mehr als 500 Meter Distanz liegen.

## Weblink
- Video der Platzanlage auf Youtube.com